# Каруша
Каруша — одно из царств, которыми правили Ядавы в центральной и западной Индии, к югу от Чеди. Считается, что оно находилось на месте современного округа Датия в Мадхья-Прадеше.

## Упоминания в Махабхарате
В Махабхарате Каруша упомянута как одно из царств Древней Индии (Бхарата-Варши).

### Каруша в битве на Курукшетре
Цари Каруши и Чеди присоединились к Пандавам, предоставив все свои ресурсы. Армия Каруши находилась под командованием Дхришаткету, царя Чеди.